# Doonside, New South Wales
Doonside este o suburbie în Sydney, Australia.